# Referendum in Lettonia del 2011
Il Referendum in Lettonia del 2011 si svolse il 23 luglio 2011 per decidere l'eventuale scioglimento anticipato del Saeima. iIlpresidente Valdis Zatlers utilizzò per la prima volta nella storia lettone il potere di scioglimento del parlamento, da confermare tramite con referendum popolare. Lo scioglimento fu approvato dal 94,3% dei votanti.

## Contesto

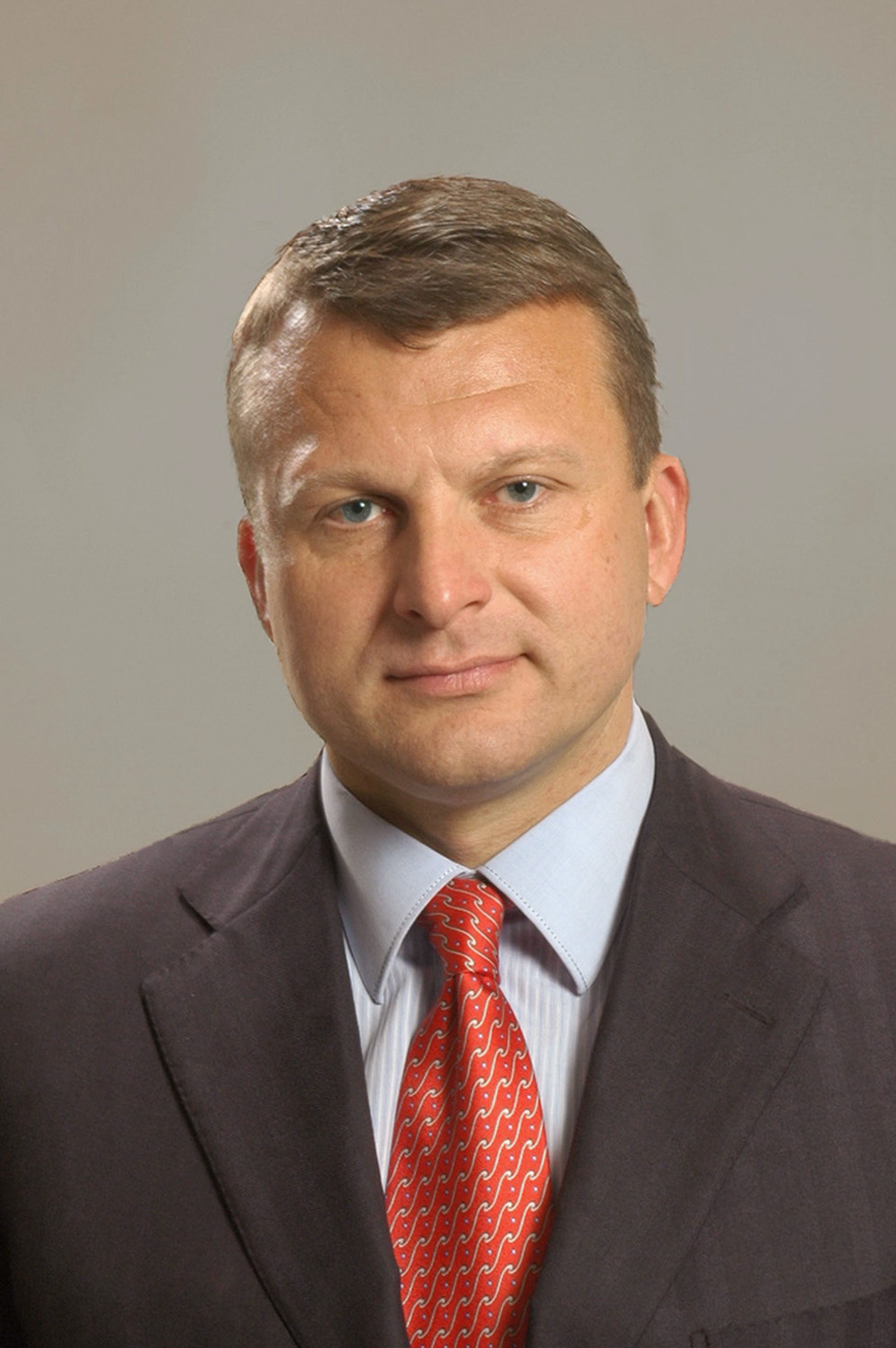
Il deputato Ainārs Šlesers, della cui abitazione il Seimas vietò la perquisizione.

Il 2 ottobre 2010 si svolsero le elezioni per la decima legislatura del Seaeima, vinte dalla coalizione di centrodestra "Unità". Come risultato dei negoziati di coalizione, venne formata un'alleanza di governo con l'Unione dei Verdi e degli Agricoltori (ZZS), che ha permesso di prolungare il mandato del primo ministro Valdis Dombrovskis per un altro mandato. A pochi mesi dalla creazione della coalizione, che aveva una maggioranza di 55 seggi, lo ZZS votò più volte insieme ai partiti di opposizione (la coalizione del partito degli oligarchi "Per una Lettonia migliore" (PLL) e Concordia russa Centro (SC)). 
Il 26 maggio 2011, il parlamento, con i voti di ZZS, SC e PLL, rigettò la richiesta dell'Ufficio per la prevenzione e la lotta alla corruzione (KNAB) per perquisire l'appartamento del parlamentare Ainārs Šlesers, uomo d'affari, leader del Primo Partito di Lettonia - Via Lettone ed ex ministro del governo.. In risposta alla decisione parlamentare, il 28 maggio 2011 il presidente Valdis Zatlers, esercitando il potere previsto dall'articolo 48 della Costituzione della Lettonia, decise di sottoporre al voto popolare la questione dello scioglimento della Seima. Il 30 maggio, la Commissione elettorale centrale ha fissato la data del referendum al 23 luglio.
Secondo la procedura legale dell'epoca, il referendum sullo scioglimento del Saeima doveva svolgersi entro due mesi dal decreto presidenziale. La Costituzione della Lettonia prevedeva che se il popolo non avesse sostenuto la decisione di Zatlers, il presidente avrebbe dovuto dimettersi. Ciò avrebbe potuto creare un problema istituzionale, dal momento che il mandato di Zatlers era in scadenza al 7 luglio e il Saeima aveva in progragramma le elezioni presidenziali (in cui anche Zatlers era candidato) il 2 giugno. Tuttavia, dato che Zatlers non è stato rieletto, il problema è stato evitato.

## Sondaggi
I sondaggi indicavano che il referendum sarebbe passato con un forte margine. Sedondo un sondaggio condotto da TNS Lettonia alla fine di giugno, il 75% degli elettori intervistati intendeva votare per lo scioglimento e solo il 4% avrebbe votato contro. La propoata di sciogliere il Seimas fu sostenuta anche dai maggiori partiti.

## Risultati

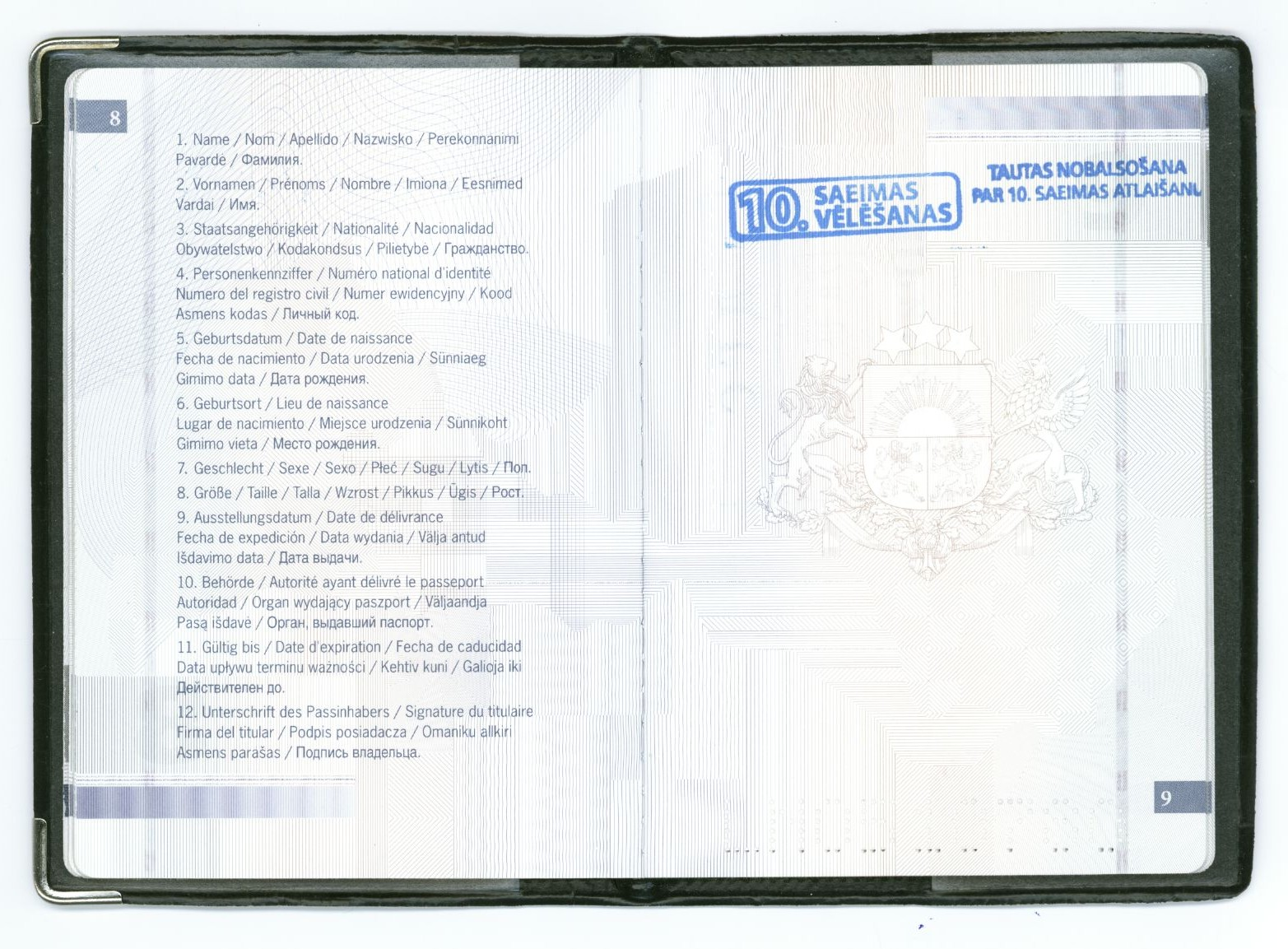
Timbro apposto su un passaporto per attestare l'avvenuta votazione.

| Scelta               | Voti      | %     |
| -------------------- | --------- | ----- |
| Sì                   | 650.518   | 94,30 |
| No                   | 37.829    | 5,48  |
| Totale voti validi   | 888.347   | 99,79 |
| Schede bianche/nulle | 1.476     | 0,21  |
| Votanti/affluenza    | 689.823   | 44,73 |
| Elettori             | 1.542.593 |       |
| Fonte: CVK           |           |       |

## Conseguenze
Sulla base del risultato della votazione, la Commissione elettorale centrale ha fissato la data delle nuove elezioni parlamentari per il 17 settembre 2011.